# Okręg Gap
Okręg Gap (fr. Arrondissement de Gap) – okręg w południowo-wschodniej Francji. Populacja wynosi 89 300.

## Podział administracyjny
W skład okręgu wchodzą następujące kantony:
- Aspres-sur-Buëch,
- Barcillonnette,
- Bâtie-Neuve,
- Chorges,
- Embrun,
- Gap-Campagne,
- Gap-Centre,
- Gap-Nord-Est,
- Gap-Nord-Ouest,
- Gap-Sud-Est,
- Gap-Sud-Ouest,
- Laragne-Montéglin,
- Orcières,
- Orpierre,
- Ribiers,
- Rosans,
- Saint-Bonnet-en-Champsaur,
- Saint-Étienne-en-Dévoluy,
- Saint-Firmin,
- Savines-le-Lac,
- Serres,
- Tallard,
- Veynes.